# University of Sheffield
Uniwersytet w Sheffield – brytyjska uczelnia publiczna w Sheffield w hrabstwie South Yorkshire.
Uczelnia powstała w wyniku połączenia trzech szkół (Sheffield Medical School, Firth College, Sheffield Technical School) i w 1905 otrzymała status uniwersytecki od króla Edwarda VII.

## Nobliści
Z uniwersytetem związanych jest sześciu noblistów:
- Fraser Stoddart
- Harry Kroto (ang.)
- Richard J. Roberts
- Lord Porter (ang.)
- Hans Adolf Krebs
- Howard Florey